# دهه ۴۸۰ (میلادی)
دهه ۴۸۰ (میلادی) دهه چهل و هشتم تقویم میلادی است.

## درگذشتگان
‎